# 飓风伊莎贝尔对北卡罗莱纳州的影响
飓风伊莎贝尔对北卡罗莱纳州的影响是继1999年的飓风弗洛伊德在该州登陆以来所有飓风中最惨重的一次。飓风伊莎贝尔于2003年9月6日在大西洋热带海域的佛得角附近由一股东风波发展而成。系统朝西北方向前进，进入一片水温较高且风切变很弱的环境后稳步加强，于9月11日达到风速每小时270公里的最高强度。经过四天的强度波动后，飓风逐渐减弱，于9月18日在北卡罗莱纳州的外滩群岛以风速每小时165公里的强度登陆。风暴登陆后迅速减弱，于次日在宾夕法尼亚州西部转变为温带气旋。
伊莎贝尔给北卡罗莱纳州东部造成了中到重度的损失，总额达到4.5亿美元（2003年美元，相当于7.45億2025年美元）。受灾最为严重的是戴尔县，狂风和风暴潮引发的洪水令成千上万的房屋受损。风暴潮还在哈特拉斯岛上冲出了一个宽600米的水湾，这里之后也被非正式地称为伊莎贝尔水湾，哈特拉斯的陆路交通也因此中断了两个月之久。狂风在全州吹倒了成百上千的树木和电线杆，致使70万居民家中停电，不过大部分停电地区在几天后就恢复了电力供应。飓风还在该州直接造成一人死亡，间接导致两人丧生。

## 防灾措施

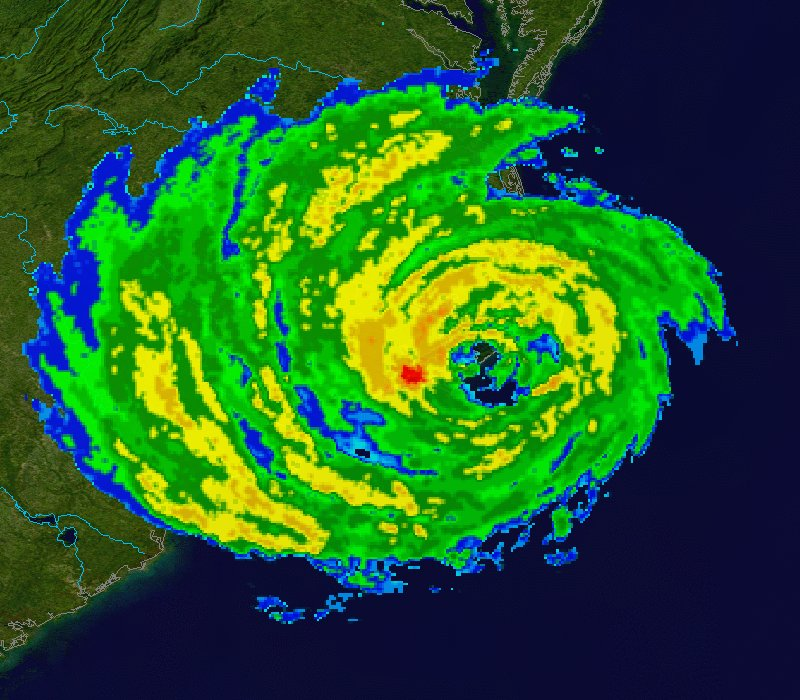
飓风伊莎贝尔登陆时的雷达图像

伊莎贝尔登陆4天前，大部分计算机模拟都预测飓风将在北卡罗莱纳州到新泽西州之间登陆，而美国国家飓风中心则始终预测风暴会在北卡罗莱纳州登陆。起初的预测认为伊莎贝尔的登陆点会在该州的东北部沿海，这些登陆预测非常准确，其三天前对飓风登陆的路径预报平均误差仅为58公里，而48小时前的路径预报误差则减少到了29公里。美国国家飓风中心对伊莎贝尔最终登陆位置的预测非常有信心，并因此于风暴来袭50小时前向整个北卡罗莱纳州海岸线发布了飓风观察预警，并在飓风登陆前38小时把登陆区域的预警升级为飓风警告。美国国家气象局位于加特利县小镇纽波特（Newport）的天气预报办事处于飓风登陆两天前发布了潜在洪灾威胁的声明，表明风暴有可能引起山洪爆发。该办事处早在伊莎贝尔登陆一星期前就已经开始着手防灾准备工作，还增加了更多的工作人员协助飓风预报相关工作。
9月16日，政府向四个县部分地区和另外一整个县发布了自愿疏散令。伊莎贝尔登陆前约24小时，政府下令对8个县实施强制撤离，其中有7个县全部予以疏散。恐怖角（Cape Fear）以北所有沿海的县都进行了强制疏散。对卡罗莱纳州东北部的603位居民进行的一项调查显示，虽然接到了强制撤离的命令，但外滩群岛沿岸57%的居民和帕姆利科湾（Pamlico Sound）风暴潮易发区77%的居民都没有离开。政府决定下令居民疏散的两个主要原因是飓风的强度和行进轨道，同时媒体和官方的报告也对这一决定产生了积极影响。外滩群岛沿岸70%的居民都得知了官方发布的撤离通知，而帕姆利科湾附近居民则只有30%获知。这次调查的大部分受访者在收到疏散通知后都离开了这些地区，但以撤离外滩群岛的居民中受访的部分来看，没有任何人前往公共避难所，60%的人选择到朋友或亲属家中暂避，24%选择了汽车旅馆。外滩群岛的撤离人员基本上都去了北卡罗莱纳州别处或是弗吉尼亚州。而帕姆利科湾周边受访的撤离人员则有9%前去公共避难所，75%选择到朋友或亲属家中暂避，大部分人都待在自己邻居家，即便离开也仍然留在同一个县。全州发布撤离命令的19个县中，疏散工作耗费时间从3小时到12小时不等。五个县报告了沉重的交通负担，出现的交通问题包括车辆在路上抛锚、交通标志不足以及路段水淹或损伤。
飓风登陆当天早上，全州共准备了65个避难所，可以容纳95000人。美国红十字会在集结地准备了100辆提供食品的汽车，还部署了两个移动厨房，每个每天可以提供10000人次的正餐。此外还有五个美南浸信会的厨房待命，与两个移动厨房一起每天可以提供20000份正餐。

## 影响

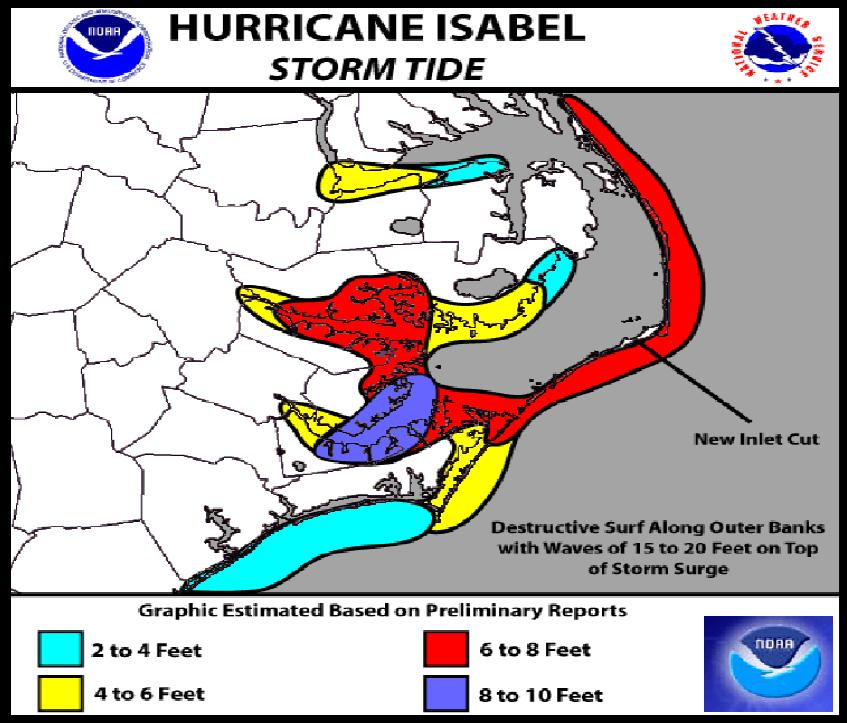
飓风伊莎贝尔的风暴潮

飓风伊莎贝尔给北卡罗莱纳州整个东部带去了飓风强度的阵风，狂风刮倒了成百上千的树木，导致全州70万人失去电力供应。该州因这场飓风共计遭受了4.5亿美元（2003年美元，相当于7.45億2025年美元）的经济损失，还有三人遇难，其中两人是被倒下的树砸死，另外一位则是试图恢复供电的公共事业工人。

### 外滩群岛

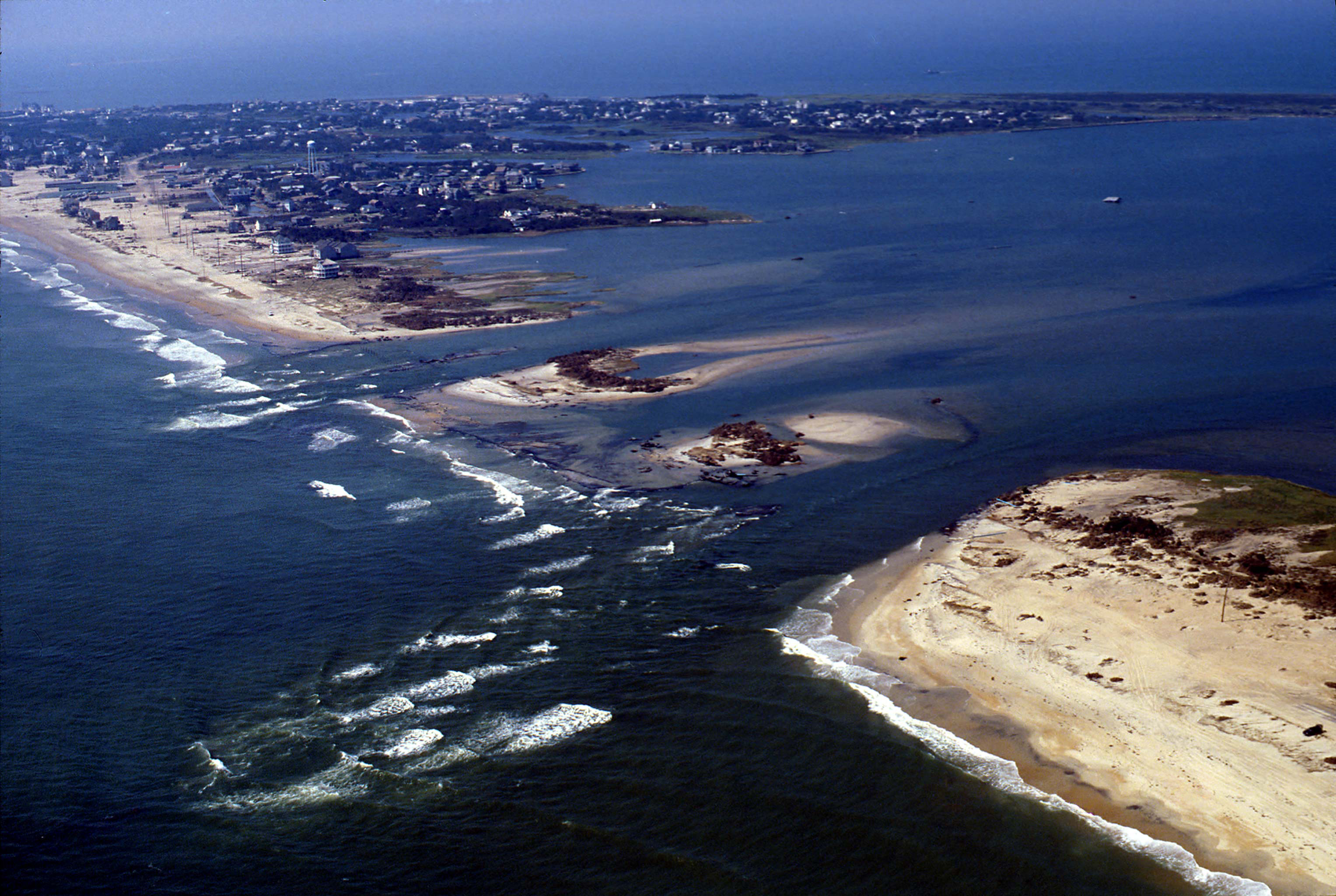
飓风伊莎贝尔对屏障岛造成的破坏

飓风伊莎贝尔早在吹袭陆地15小时前就开始对北卡罗莱纳州产生影响。在外滩群岛登陆时，飓风产生了4.5到6米高的巨浪和1.8到2.4米的风暴潮。哈特拉斯的海浪也有2.18米高。哈特拉斯角（Cape Hatteras）沿岸的风暴潮更达到2.3米高，并且因风暴潮的测量仪器被飓风摧毁，实际数值还可能更高。潮汐和海浪冲走了哈特拉斯岛位于哈特拉斯和弗里斯科（Frisco）的一部分并因此形成了新的水湾，这里也被非正式地命名为伊莎贝尔水湾，宽600米，深5米，包括了三条相互分隔的通道。伊莎贝尔水湾的形成毁坏了12号北卡罗莱纳州州道的一部分，还冲毁了三户民宅和许多沙丘、电线以及公用事业管道。新的水湾摧毁了哈特拉斯村的所有公用设施连接，当地居民因此与外界失去了联系。飓风产生的风暴潮和海浪还导致哈特拉斯和哈特拉斯水湾之间出现一处决堤。决堤发生地距哈特拉特水湾不远，差一点就形成了新的水湾，岛上各处的海水从这里流出，只是水量还不足以保持有恒定的流量。幸运的是，决堤处附近没有任何道路和房屋，因此对哈特拉斯当地居民没有构成什么影响。外滩群岛各处都因强烈的海浪和风暴潮而引发了冲蚀和严重的海岸侵蚀，奥克拉科克（Ocracoke）报告出现了齐腰高的洪水。风暴还令外滩群岛普降暴雨，大部分地区的降雨量估计都达到100毫米，戴尔县的达克（Duck）达到了最高的120毫米。飓风还产生了强烈的阵风，其中风速最高的奥克拉科克达到每小时170公里，另外还有多个地区报告遭遇了飓风强度的阵风。
外滩群岛因狂风、巨浪和风暴潮而受到了大范围破坏。伊莎贝尔产生的强烈海浪和风暴潮冲跨了30到40套房屋，还把多家汽车旅馆从木桩上冲倒。两户没有撤离的居民房屋被冲毁时全家人也差点被卷到海中，当地救援人员无法实施救援，不过他们最终都成功脱险。汹涌的海浪令纳格斯海德（Nags Head）、罗丹特和弗里斯科的多个码头严重受损，其中有三个被彻底摧毁。北卡罗莱纳州12号高速公路有多处受到冲蚀或是布满碎屑，奥克拉科克附近一座桥梁有一段长4.5米的桥面被冲毁。强烈的海浪还摧毁了一段通往海滩的坡道。成千上万的民宅和商户受损，戴尔县共计遭受了近3.5亿美元（2003年美元，相当于5.8億2025年美元）的经济损失，不过外滩群岛上没有出现人员伤亡的报道。

### 北卡罗莱纳州东南部

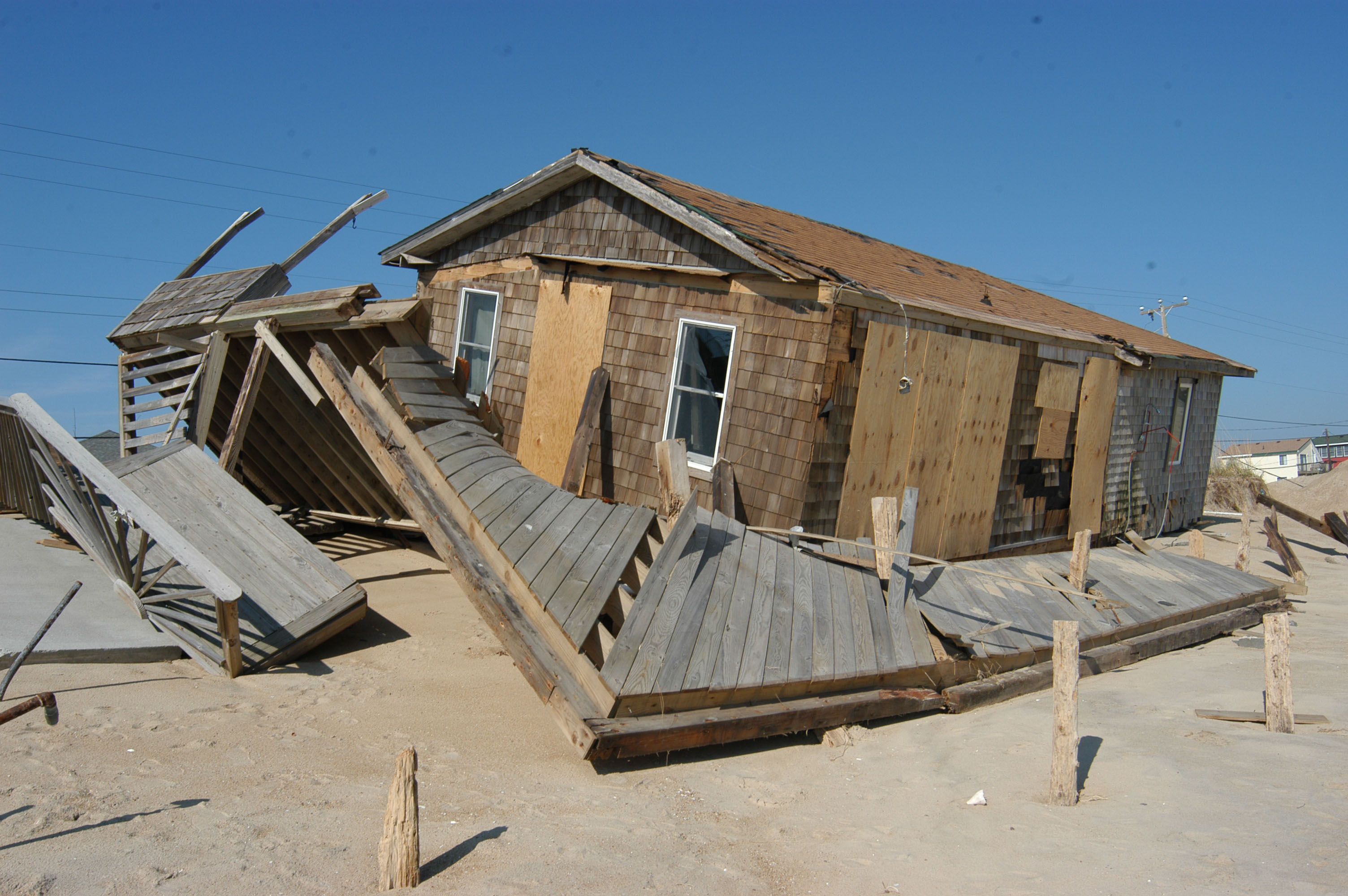
外滩群岛上被毁的房屋

北卡罗莱纳州东南部受这场飓风影响的程度总体较为轻微，恐怖角近海的一片沙洲上的持续风速达到每小时116公里，阵风时速则有132公里。海岸沿线的持续风速较低，最高的威尔明顿国际机场为每小时72公里，阵风时速最高的则是位于威尔明顿一个北卡州港务局设施测得的106公里。向内陆方向远至兰伯顿的地区都报告出现了热带风暴强度的阵风，兰伯顿的阵风时速为54公里。伊莎贝尔的大规模环流令北卡罗莱纳州东南部普降中到大雨，降雨量最高的是哥伦布县的怀特维尔（Whiteville），达到115毫米。此外根据气象雷达的数据估算，新汉诺威县多个地区的降雨量超过125毫米。这些降雨导致道路上出现积水，不过没有出现严重洪灾的报道。风暴潮总体上较正常水位高出约0.3米，不过威尔明顿报告出现了高于正常水位1米的风暴潮。汹涌的海浪导致恐怖角附近出现中等程度的海岸侵蚀，恐怖角以北的东向海滩沿岸也出现了轻度海岸侵蚀。
卡罗莱纳州东南部的损失相当较少，中等强度的风力造成屏障岛沿岸个别房屋的木瓦和墙面受损。一些树木被风吹倒在汽车和房屋上。还有部分地区报告出现了短暂的停电情况。还有不伦瑞克县的一座桥梁因海岸侵蚀而受损。乔万县有一个商用停车场因山洪爆发而出现了数英尺深的积水。加特利县有一人试图恢复电力供应而间接遇难。

### 内陆

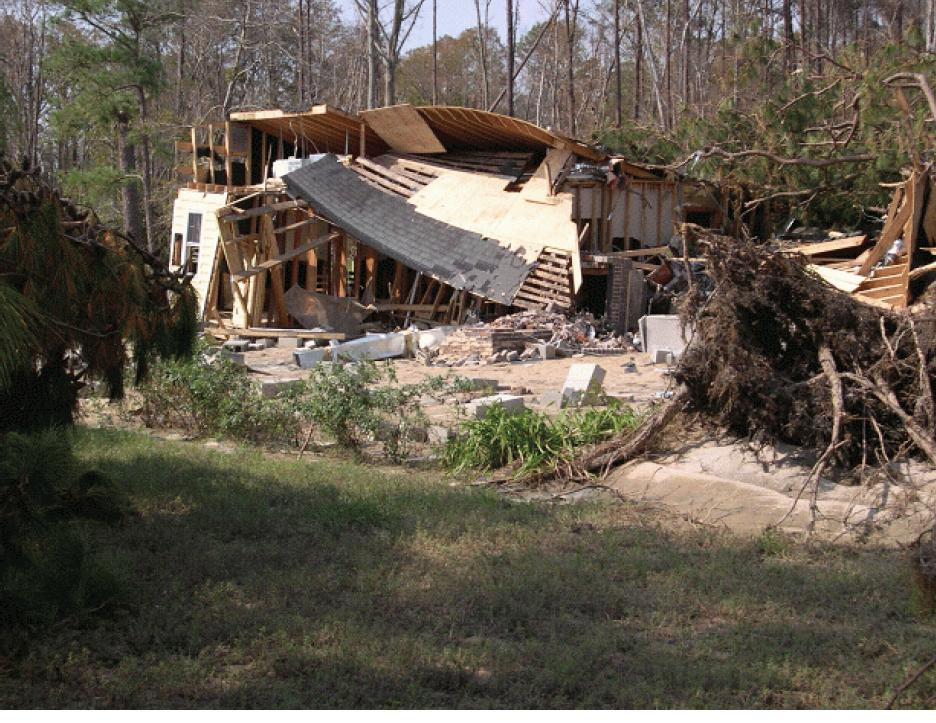
伊登顿一处受损的房屋

伊莎贝尔给北卡罗莱纳州东部的整个内陆地区都带去了狂风。位于飓风登陆点约120公里远的普利茅斯报告的阵风时速达到155公里。持续风速则相对较弱，只有为数不多的几个地点出现了热带风暴强度的大风。飓风令这些地区普降暴雨，克雷文县的哈夫洛克（Havelock）降雨量达到153毫米。风暴登陆时令帕姆利科河（Pamlico River）和纽斯河（Neuse River）沿岸产生了中到强度的风暴潮，克雷文县有一处地点报告的风暴潮比正常水位还高了3.2米。
强烈的风暴潮令哈洛（Harlowe）和奥连特尔（Oriental）出现了严重的洪灾。另外还有多个地点报告街道或低洼地区被洪水淹没。克雷文县、加特利县东部以及帕姆利科县有许多民宅出现水淹。许多没有及时疏散的居民为风暴潮引起的洪水所困，不过都得到了急救人员的救助。多位目击者报告称流动速度较快，深度齐腰的水将房屋、拖车和其他特品向内陆方向移动了好几米。随着洪水退却，这些物体也被其朝海湾方向拖了回去。阿尔比马尔湾（Albemarle Sound）西部受到1.5到2.4米风暴潮的冲击，伊登顿西部出现了严重的潮汐洪灾，有四户民房被潮水冲毁，其中两套被冲离其混凝土地基6.1米远。乔万县近60%的住房和商店因狂风而受到一定程度的结构性破坏，其中许多是被倒下的大树砸破，该县还有一位女性因树砸在她的车上而丧生。

## 善后

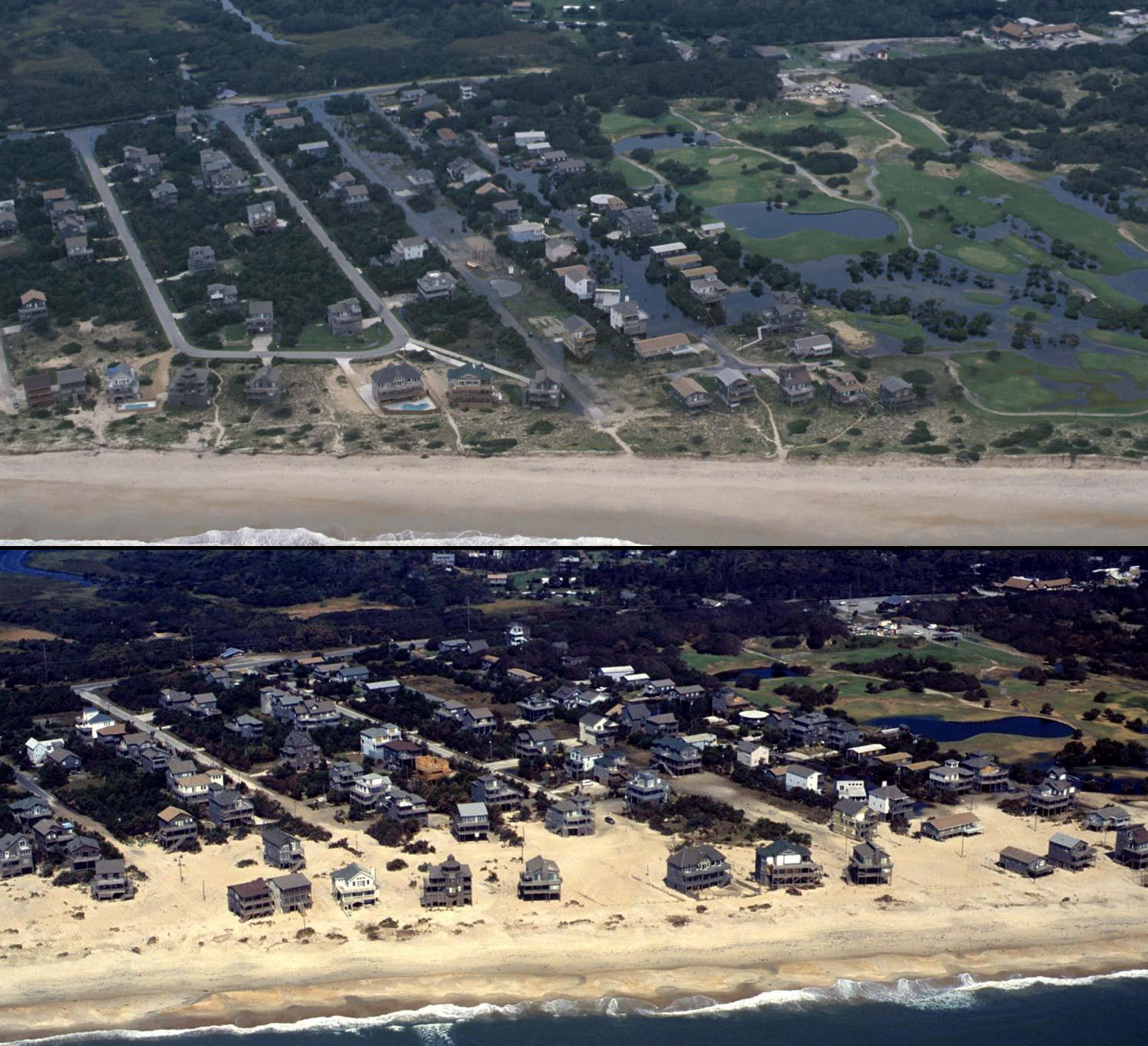
哈特拉斯岛受到伊莎贝尔摧残的前（上）后（下）对比

北卡罗莱纳州的哈特拉斯因伊莎贝尔水湾的形成而导致成百上千的居民被困。北卡罗莱纳州12号高速公路的许多路段部分受损或被冲蚀，导致灾后重建工作进展缓慢，也对居民返回构成不利影响。高速公路的多个路段关闭到只剩一车道。哈特拉斯岛和奥克拉科克岛（Ocracoke Island）之间的轮渡也因飓风造成的破坏而临时关闭，只有一艘小型客轮仍面向哈特拉斯村乡民和应急工作人员提供服务。由于风暴令道路受损，外滩群岛向外界人士关闭了两个星期。游客终于获许进入后，许多人大胆地前往查看新形成的水湾，这里距最近的道路都需要步行1.6公里。
起初曾考虑修筑桥梁或是增加渡轮系统来作为伊莎贝尔水湾交通问题的长期解决方案，不过最终还是决定使用沙子对水湾进行填充。沿海地质学家反对这一填充方案，他们表示外滩群岛的发展都依赖于飓风形成的水湾。疏浚工程于飓风袭击后约一个月的10月17日开始。美国地质调查局使用的沙子主要来自于哈特拉斯岛西南部的轮渡海峡，这一方面是为了尽可能减少对沉水植物的影响，同时也是为了疏通飓风期间被填满的海峡。飓风袭击约两个月后的11月22日，北卡罗莱纳州12号高速公路和哈特拉斯岛都重新向公众开放。当天重新开放的还有哈特拉斯岛到奥克拉科克岛的轮渡服务。哈特拉斯岛最南面的缺口也已用沙子填充起来。
飓风过去后，多个五金店的便携式发电机、链锯、除湿机、鼓风机生意火爆。全美各地的公用事业员工前来支援，帮助恢复电力供应，不过许多地区的停电状况还是持续了好几天。超过2500位公用事业职工参加了恢复供电的工作，部分情况下夜以继日地进行抢修。其中一家供电公司在伊莎贝尔穿过该区域的次日就恢复了68%受影响用户的电力供应。风暴登陆4天后，仍然没有电力服务的用户从之前的数十万户减少到了83000户。

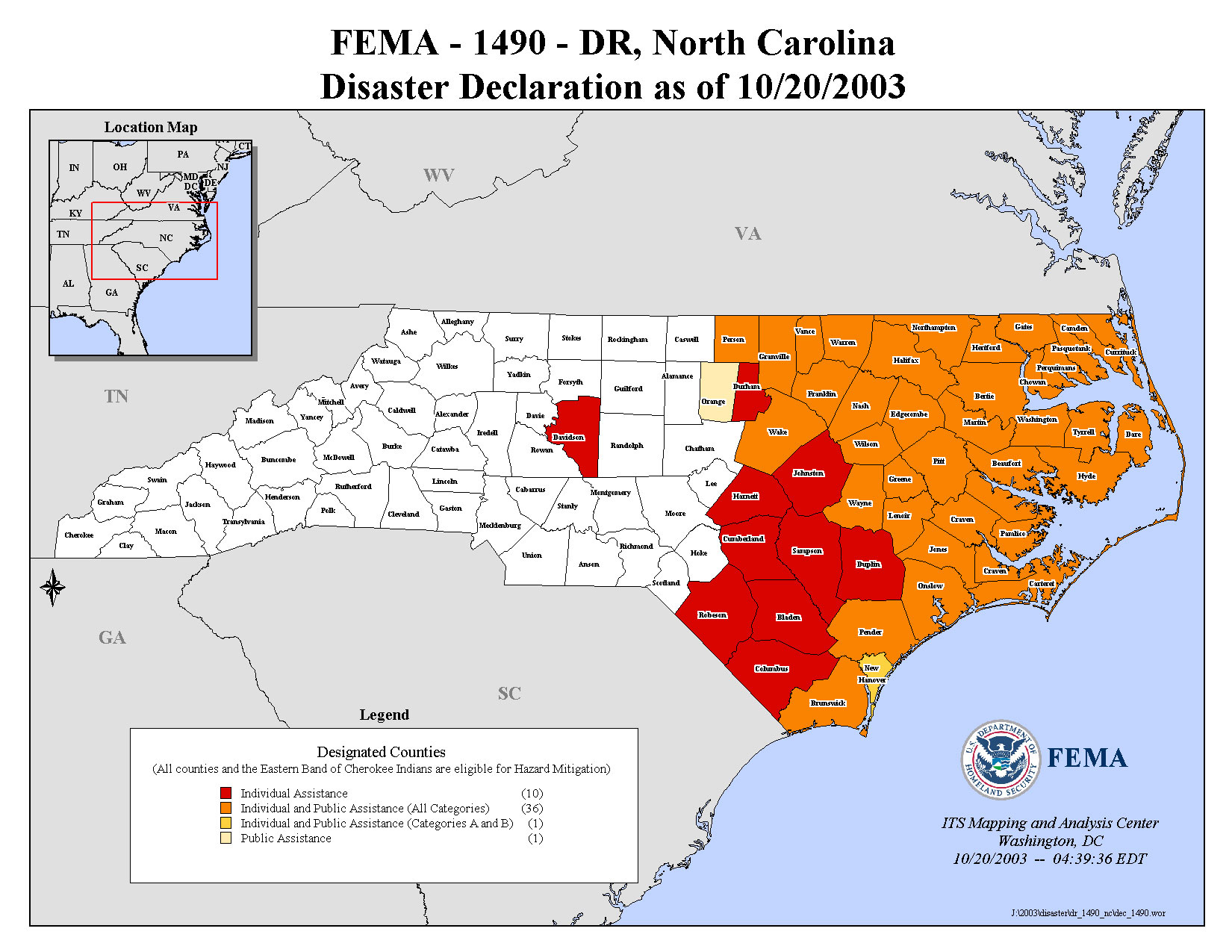
北卡罗莱纳州宣布为灾区的县

伊莎贝尔登陆数小时后，美国总统乔治·沃克·布什宣布北卡罗莱纳州的26个县为重灾区，这些县因此可以获得联邦人员、设备和救生系统的援助，还会获得重型发电机、塑料布、帐篷、婴儿床、食品、饮用水，医疗援助以及维持生命的其他必要用品和材料。受到飓风打击的居民和店主还可以获得联邦资金进行长期的重建和恢复，联邦紧急事务管理局还会向州和地方政府提供联邦资金，支付杂物清理和飓风相关紧急服务合理成本的75%，这其中还包括支付应联邦政府请求进行的应急工作费用。这些县经宣布为重灾区四天后，居民开始收到援助金支票，并支付那些未经保险公司补偿的费用。
伊莎贝尔登陆四天后，联邦紧急事务管理局向流离失所的家庭提供了约68000顿饭食。全州开设了十余个灾难恢复中心。联邦紧急事务管理局在开始几天里提供了12.5万磅冰块，并为之后的一星期准备了20万磅冰块和18万升饮用水，向仍然停水的社区免费提供。飓风吹袭该州六天后，所有的医院都已恢复运作，绝大多数道路也已通行，只有北卡罗莱纳州12号高速公路仍未畅通，应急工作人员还在清理路上的碎屑。风暴袭击约一个月后，共有32560位卡罗莱纳州居民申请了总额约为5000万美元（2003年美元，相当于8281萬2025年美元）的联邦灾害援助金。之后联邦政府共计宣布全州的47个县为灾区。伊莎贝尔经过该州12星期后，共有54425位居民申请了总额约为1.552亿美元（2003年美元，相当于2.57億2025年美元）的联邦灾害援助金。